# Wasserkraftwerk Yaupi
Das Wasserkraftwerk Yaupi (span. Central Hidroeléctrica Yaupi; alternative Bezeichnung: Paucartambo I) befindet sich am Río Paucartambo in Zentral-Peru. Das Kraftwerk liegt im Distrikt Ulcumayo der Provinz Junín in der Verwaltungsregion Junín. 2007 übernahm SN Power Perú die Anlage. Seit 2014 ist Statkraft Betreiber der Anlage.
Das Wasserkraftwerk Yaupi wurde 1957 fertiggestellt und ist seither in Betrieb. Es befindet sich in der peruanischen Zentralkordillere auf einer Höhe von 1328 m nahe der Siedlung Llaupi. Das Wasser wird an einem Wehr (⊙) unterhalb des 15 km flussaufwärts gelegenen Wasserkraftwerks Yuncán abgeleitet und über eine unterirdische Wasserleitung mit anschließender Druckleitung dem Kraftwerk zugeführt. Die Fallhöhe beträgt 527 m, die Ausbauwassermenge liegt bei 26,6 m³/s. Das Wasser wird direkt unterhalb des Kraftwerks in den Fluss geleitet.
Das Wasserkraftwerk Yaupi besitzt 5 horizontal ausgerichtete Pelton-Turbinen. Die installierte Gesamtleistung beträgt 108 MW. Die Jahresenergieproduktion liegt im Mittel bei 782 GWh. Direkt neben dem Kraftwerkshaus befindet sich ein Umspannwerk.